# Ramón González Valencia
Ramón González Valencia (Chitagá, 24 de maio de 1851 – Pamplona, 3 de outubro de 1924) foi um político colombiano. Ocupou o cargo de presidente de seu país entre 4 de agosto de 1909 e 7 de agosto de 1910 além de participar da Guerra dos Mil Dias ao lado do Partido Conservador Colombiano.